# Versuz

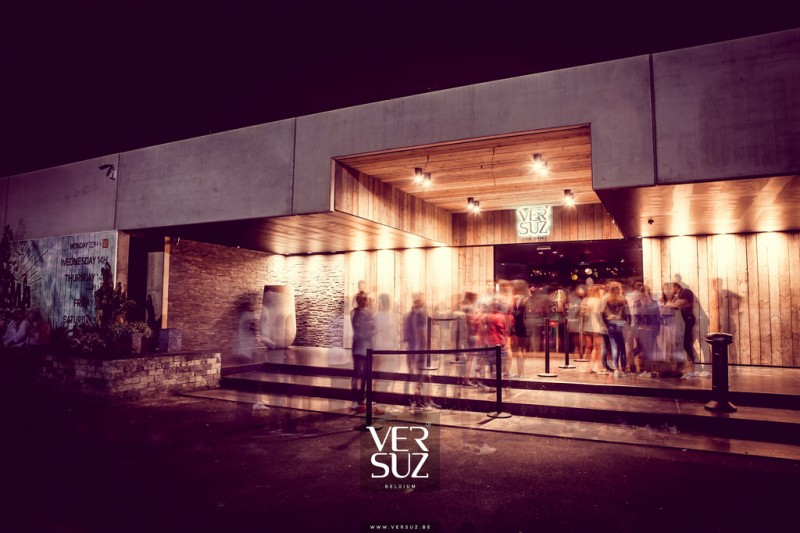
Ingang van Versuz Hasselt.

Versuz is een Belgische megadancing die gelegen is op de evenementensite Park H in Hasselt. Tot 2002 heette de club Dockside. Het is de grootste dancing van België.

## Geschiedenis
De dancing werd opgericht eind jaren 80 door de familie Vanderstraeten en was een van de eerste in haar soort in Limburg. Ze was gelegen aan de Hasseltse kanaalkom.
In 2001 werd bekend dat de eigenaars besloten hadden de discotheek te sluiten. De sluiting volgde kort op het faillissement van de Zuid-Afrikaanse club Dockside Cape Town, een andere discotheek die de familie in handen had.
De Hasseltse discotheek werd in 2002 overgenomen door een Nederlandse ondernemersgroep en ging aanvankelijk verder onder de naam New Dockside. Datzelfde jaar werd de club door 7.500 discotheekbezoekers uitgeroepen tot tweede 'beste Belgische club aller tijden'.
In 2012 viel het doek, op de toenmalige site, definitief over de discotheek. De danstempel moest wijken voor een parkeergarage voor 1.200 auto's. Aanvankelijk ging het management in beroep tegen de geplande onteigening, maar de rechter in beroep oordeelde dat het gebouw definitief moest wijken. Het management kreeg wel de toelating om een nieuwe discotheek te bouwen aan de Hasseltse Grenslandhallen buiten de Grote Ring. In augustus 2014 startten de afbraakwerkzaamheden aan de oude Versuz.
De groep achter de dancing had ook een eigen platenlabel, Versuz Essentials genaamd.
In december 2013 opende Versuz opnieuw de deuren op een nieuwe locatie, gelegen op de site van de Grenslandhallen (later Park H).